# Ölschnitz (Roter Main)
Die Ölschnitz ist ein selbst nur knapp 9 km, zusammen mit ihrer Hauptoberlaufkette fast 19 km langer rechter und südöstlicher Zufluss des Roten Mains in Oberfranken. Sie ist nicht zu verwechseln mit dem gleichnamigen Nebenfluss des Weißen Mains.

## Name
1391 wird das Gewässer als Ölsnicz erstmals schriftlich erwähnt. Der Name leitet sich von slawisch *Olъšъnica mit der Bedeutung „Erlenbach“ ab.

## Geographie

### Verlauf
Die Ölschnitz entsteht aus dem Zusammenfluss von Laimbach und Bieberswöhrbach bei Emtmannsberg-Unterölschnitz. Sie fließt in gewundenem Lauf nordwärts, zuletzt westwärts, und mündet bei Neunkirchen am Main von rechts in den Roten Main.

### Zuflüsse
Hierarchische Liste der Zuflüsse, jeweils vom Ursprung zur Mündung. Auswahl.
- Laimbach (rechter Oberlauf), 9,8 km mit Kirrlohbach und 36,7 km²
  - Kirrlohbach (rechter Oberlauf)
  - Rinnleinsbrunnen (linker Oberlauf)
  - Kunüzbach (rechts)
  - Rostinggraben (rechts)
    - Mühlbach (links)

  - Almosbach (links), 8,0 km und 13,3 km²
    - Hirtbach (rechts)
- Bieberswöhrbach (linker Oberlauf), 9,7 km und 18,4 km²
  - Fatschbach (rechts)
  - Lohgraben (links)
  - Fischbach (rechts)
  - Altenkünsberger Bach (links)
- Oberölschnitzer Bach (links)
- Lainbach (rechts)
- Würgersbach (rechts), 6,2 km und 9,2 km²
- Mühlbach (rechts)
- (Bach aus dem Brunngraben) (rechts)
- (Bach aus dem Fuchsgraben) (links)

### Flusssystem Roter Main
- Fließgewässer im Flusssystem Roter Main

### Ortschaften
Ortschaften am Lauf mit ihren Zugehörigkeiten. Nur die Namen tiefster Schachtelungsstufe bezeichnen Siedlungsanrainer.
Landkreis Bayreuth
- Gemeinde Emtmannsberg
  - Unterölschnitz (Dorf, überwiegend links)
  - Hauendorf (Dorf)
  - Gampelmühle (Einöde)
- Markt Weidenberg
  - Lehen (Dorf, überwiegend links)
  - Altmühle (Einöde, rechts)
  - Neunkirchen am Main (Kirchdorf, rechts)
  - Grünhof (Einöde, linker Hang)
- Gemeinde Emtmannsberg
  - Bühl (Einöde, linker Hang)

## Renaturierung
Im Bereich zwischen Neunkirchen und Grünhof erhielt die Ölschnitz im Jahr 2022 ihren alten Lauf zurück. Der 440 m lange Kanal zur Neunkirchener Altmühle wurde durch ein ca. 680 m langes, gewundenes Bett ersetzt. Damit wurde ein Absturz beseitigt, der vor allem für kleine Fische wie die Mühlkoppen ein kaum überwindbares Hindernis darstellte. Die Kosten für die im Juli und August 2022 durchgeführte Maßnahme beliefen sich auf 350.000 Euro.

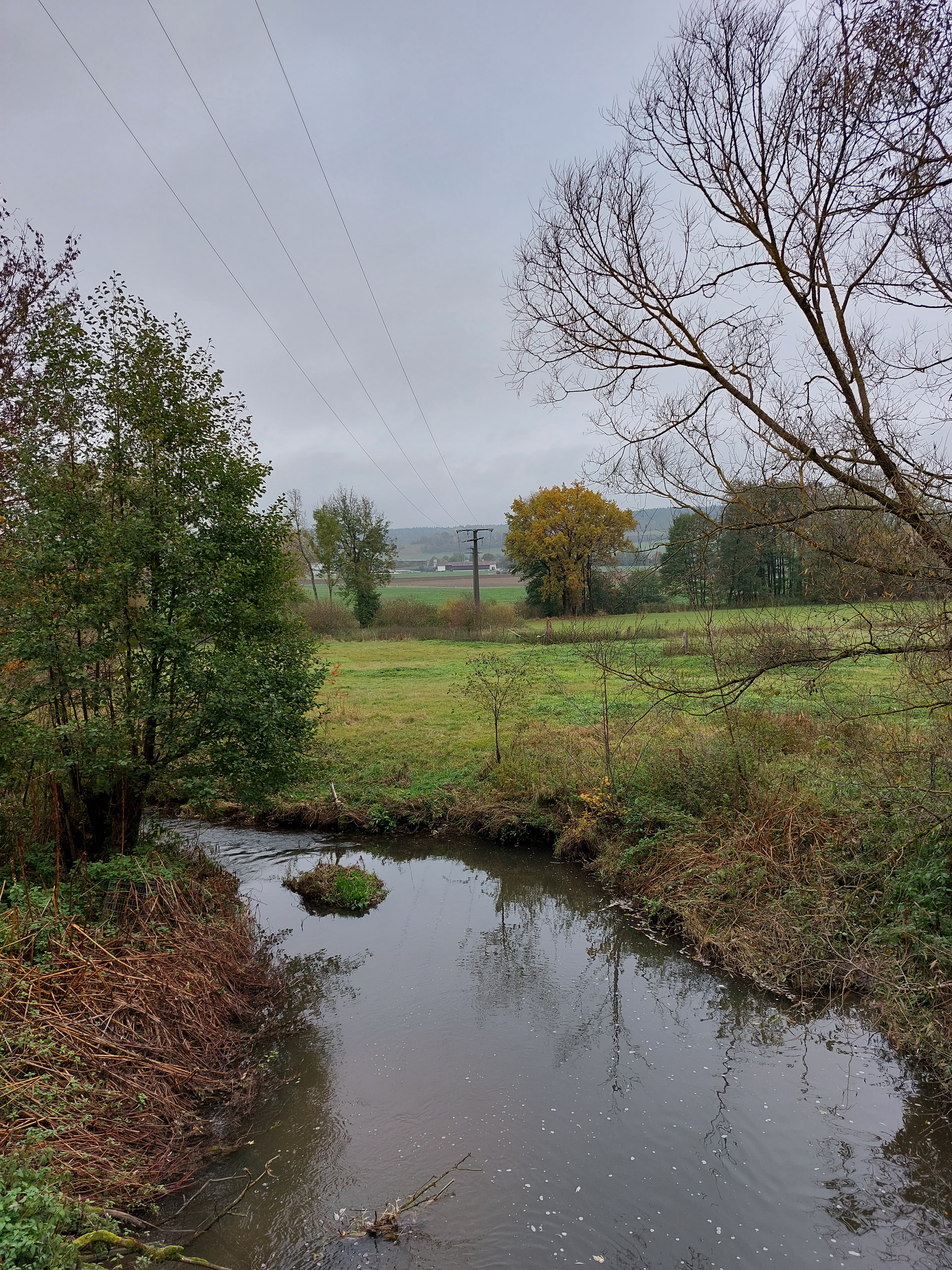
Die Ölschnitz in Lehen
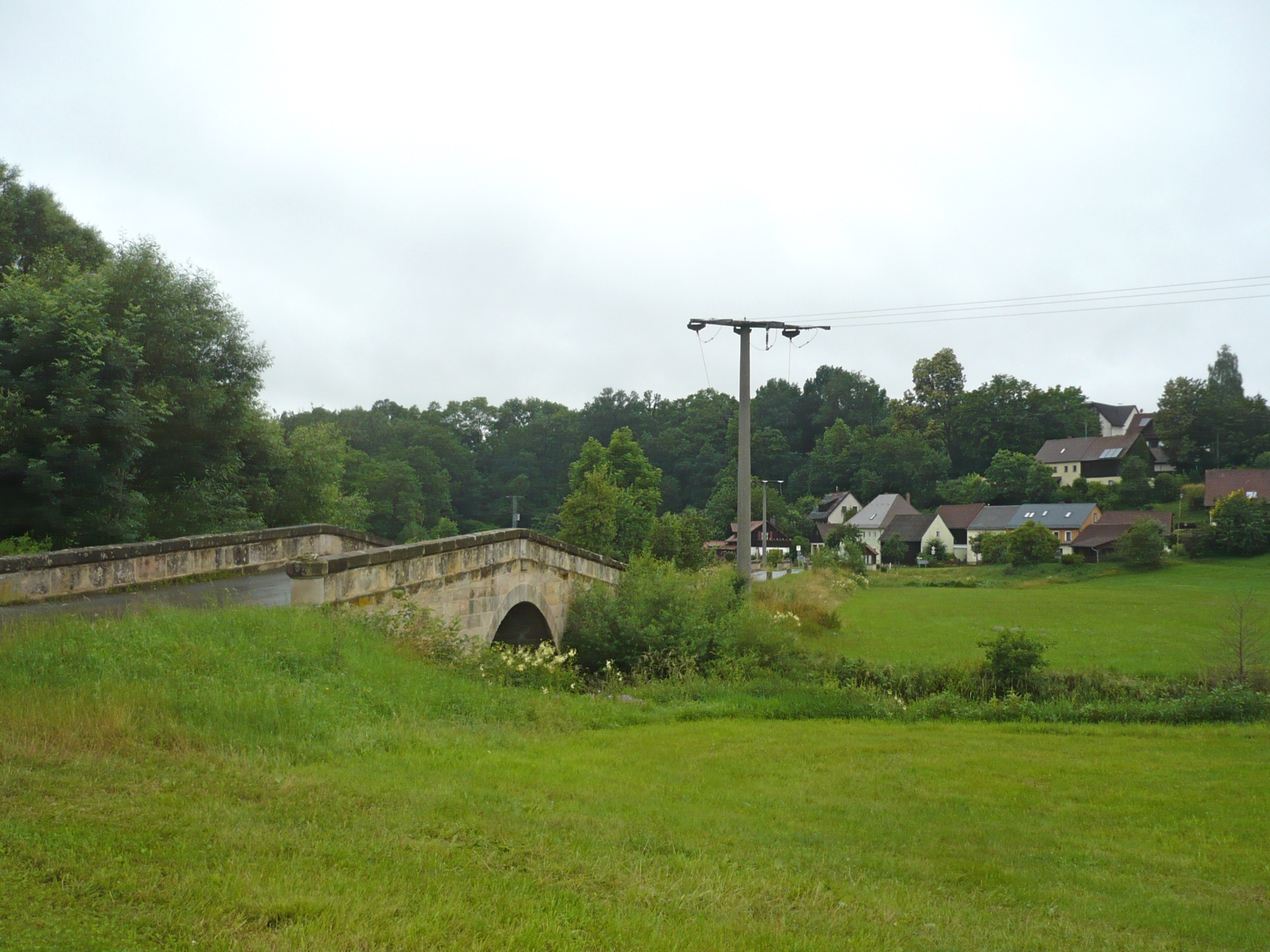
Brücke über die Ölschnitz bei Neunkirchen
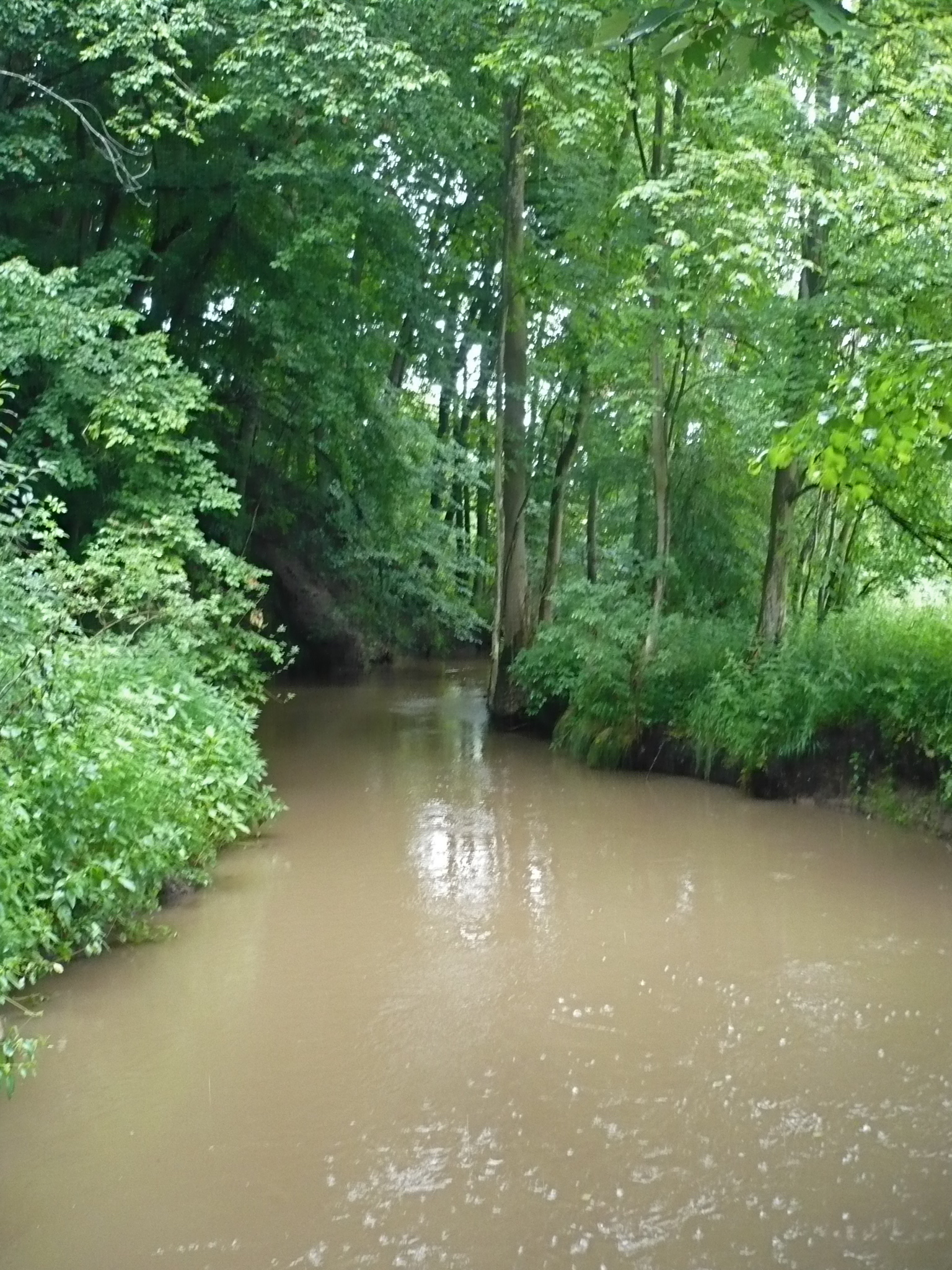
Hochwasser führende Ölschnitz kurz vor der Mündung in den Roten Main